# Пеле Каймена
Пеле Каймена (англ. Pele Kaimana) — замбійський футболіст, що грав на позиції нападника. Відомий за виступами в замбійському клубі «Грін Баффалос» та у складі збірної Замбії.

## Футбольна кар'єра
Усю свою кар'єру гравця Пеле Каймена провів у замбійському клубі «Грін Баффалос», у 1981 році він став у його складі чемпіоном Замбії. У 1980 році Каймена грав у складі олімпійської збірної Замбії на Олімпійських іграх 1980 року у Москві. У 1981 році Пеле Каймена грав у складі збірної Замбії у кваліфікаційному раунді чемпіонату світу 1982 року, та відзначився у складі збірної одним забитим м'ячем, щоправда збірній не вдалося пробитися до фінального раунду чемпіонату. У 1982 році Пеле Каймена грав у складі збірної Замбії на Кубку африканських націй 1982 року, на якому замбійська збірна зайняла третє місце. Подальша доля Пеле Каймени невідома.

## Титули і досягнення
- Бронзовий призер Кубка африканських націй: 1982